# Saint-Pierre-d'Aurillac
Saint-Pierre-d'Aurillac è un comune francese di 1 357 abitanti situato nel dipartimento della Gironda nella regione della Nuova Aquitania.

## Società

### Evoluzione demografica
Abitanti censiti